# Kamieniołom w Zimnym Dole

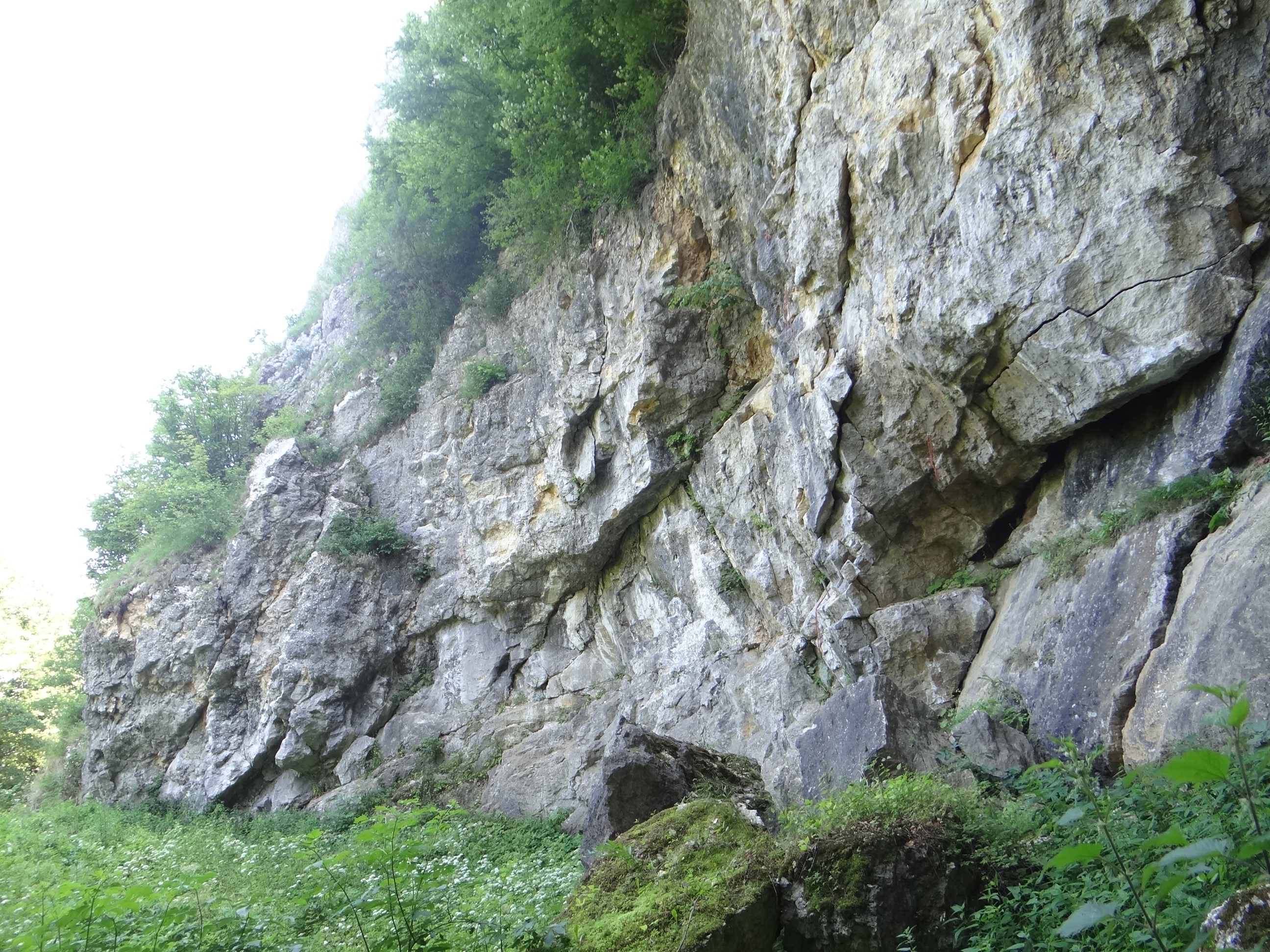

Kamieniołom w Zimnym Dole – nieczynny kamieniołom wapieni w dolnej części doliny Zimny Dół na Garbie Tenczyńskim. Znajduje się w orograficznie lewych zboczach Zimnego Dołu, tuż za Łysiną, we wsi Czułów w województwie małopolskim, w powiecie krakowskim, w gminie Liszki.
W nieczynnym kamieniołomie można uprawiać drytooling. Prace nad jego udostępnieniem do tej formy wspinaczki skalnej rozpoczęły się w 2014 roku, rejon otwarto na początku 2018 r. Ściana kamieniołomu zbudowana jest z twardych wapieni. Ma wysokość do 18 m, jest pionowa lub przewieszona z filarami, kominami i zacięciami. Jest na niej dużo niewielkich rys, delikatnych pęknięć i chwytów kierunkowych, a także sporo kruszyzny. Z powodu dudniących, niezwiązanych ze skałą fragmentów ściany, w wielu miejscach zamiast ringów (r) zamontowano wiszące pętle zakotwione wyżej w litej skale. Do wspinania należy mieć około 40 m liny i kilkanaście ekspresów, w tym kilka przedłużonych z taśmą 16–23 cm. Do 2019 roku poprowadzono 12 dróg wspinaczkowych, jest też jeden projekt.

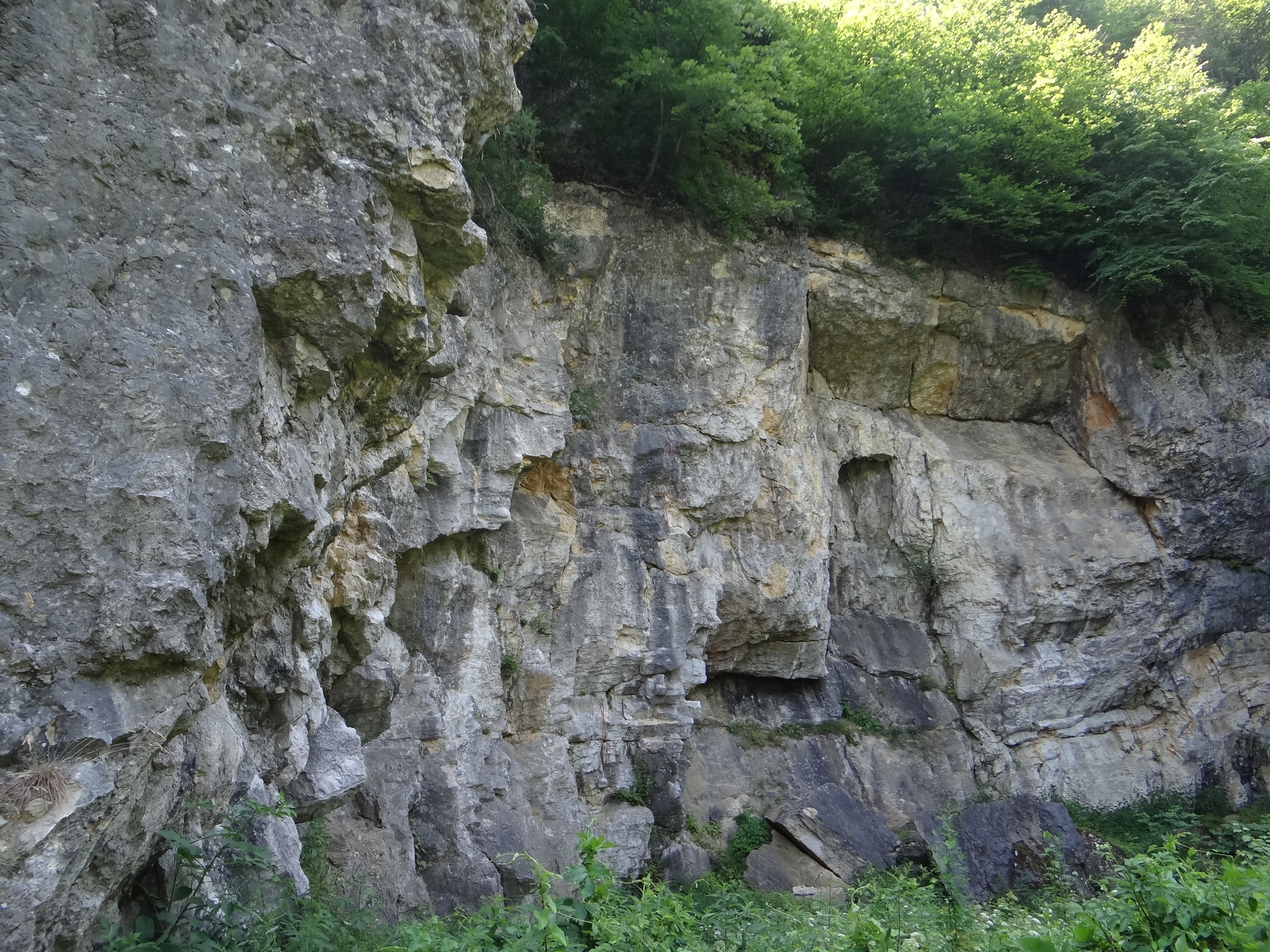

## Drogi wspinaczkowe
1. Prawdziwe M4 * M6.,  ** M5+
2. KW chlanie i wspinanie *** M5
3. Jęki patelki ** M7
4. Paladyni wędki*** M7+ (oryginalnie M7-)
5. Projekt
6. Kapitan Buła ** M8-
7. Hard life to live * M7+
8. Człowiek, który przeleciał krakowskie kobiety *** M7
9. Hellraiser *** M8, 13r + st *
10. From here to eternity *** M8+, 13r + st *
11. Enter sandman * M7-
12. Festiwal A0 ** M7+
13. Zemsta laboratorium ** M6+

W 2018 roku w kamieniołomie odbyły się ogólnopolskie zawody we wspinaczce drytoolingowej – Mroźne Ostrza 2018